# Ammar Belhani
Ammar Belhani (sinh ngày 27 tháng 10 năm 1971 ở Aïn El Kebira) là một cầu thủ bóng đá người Algérie. Hiện tại anh thi đấu cho AS Khroub ở Giải bóng đá hạng nhất quốc gia Algérie.

## Sự nghiệp quốc tế
Ngày 5 tháng 12 năm 2000, Belhani ra mắt cho đội tuyển quốc gia Algérie trong chiến thắng giao hữu 3-2 trước România.